# Partito Comunista di Polonia (2002)
Il Partito Comunista Polacco (in polacco Komunistyczna Partia Polski, KPP), è un  partito politico polacco fondato il 9 ottobre 2002, che si considera l'erede storico e ideologico del Partito Comunista di Polonia fondato nel 1918 e sciolto nel 1938. 
L'attuale presidente del partito è Krzysztof Szwej, che è stato eletto al terzo congresso del partito nel dicembre del 2010, succedendo a Józef Łachut.

## Presidenti
- Marcin Adam: 14 dicembre 2002 - 8 dicembre 2006[1]
- Józef Łachut: 8 dicembre 2006 - 11 dicembre 2010
- Krzysztof Szwej: 11 dicembre 2010 – in carica